# Ernst Freiberger
Ernst Freiberger (* 11. August 1950 in München) ist ein deutscher Unternehmer und Investor.

## Leben und Werk
Er ist Sohn des Bäckermeisters Ernst Freiberger senior (1927–1997) aus Amerang im Chiemgau. Dieser begann 1949 mit der Herstellung von Eiscreme, die er zunächst über Bäckereifilialen und über Kioske im Raum Wasserburg am Inn vertrieb. Er erweiterte seine Absatzkreise und lieferte seine EFA Eiskrem (Ernst Freiberger Amerang) exklusiv an die Olympischen Sommerspiele 1972 in München. Im Folgejahr verkaufte er sein Unternehmen an die Südmilch. 1990 gründete er das EFA-Museum für Deutsche Automobilgeschichte in Amerang.
Ernst Freiberger wuchs in Amerang auf. Nach dem Abitur studierte er Betriebswirtschaft an der Ludwig-Maximilians-Universität in München. 1976 übernahm er eine kleine, vom Konkurs bedrohte Bäckerei für Tiefkühlpizzen in Moabit, die er in Berlin-Reinickendorf nach Firmenangabe zum europaweit größten Hersteller tiefgekühlter Pizzen, Baguettes und Pastaprodukte ausbaute (→ Freiberger Lebensmittel).

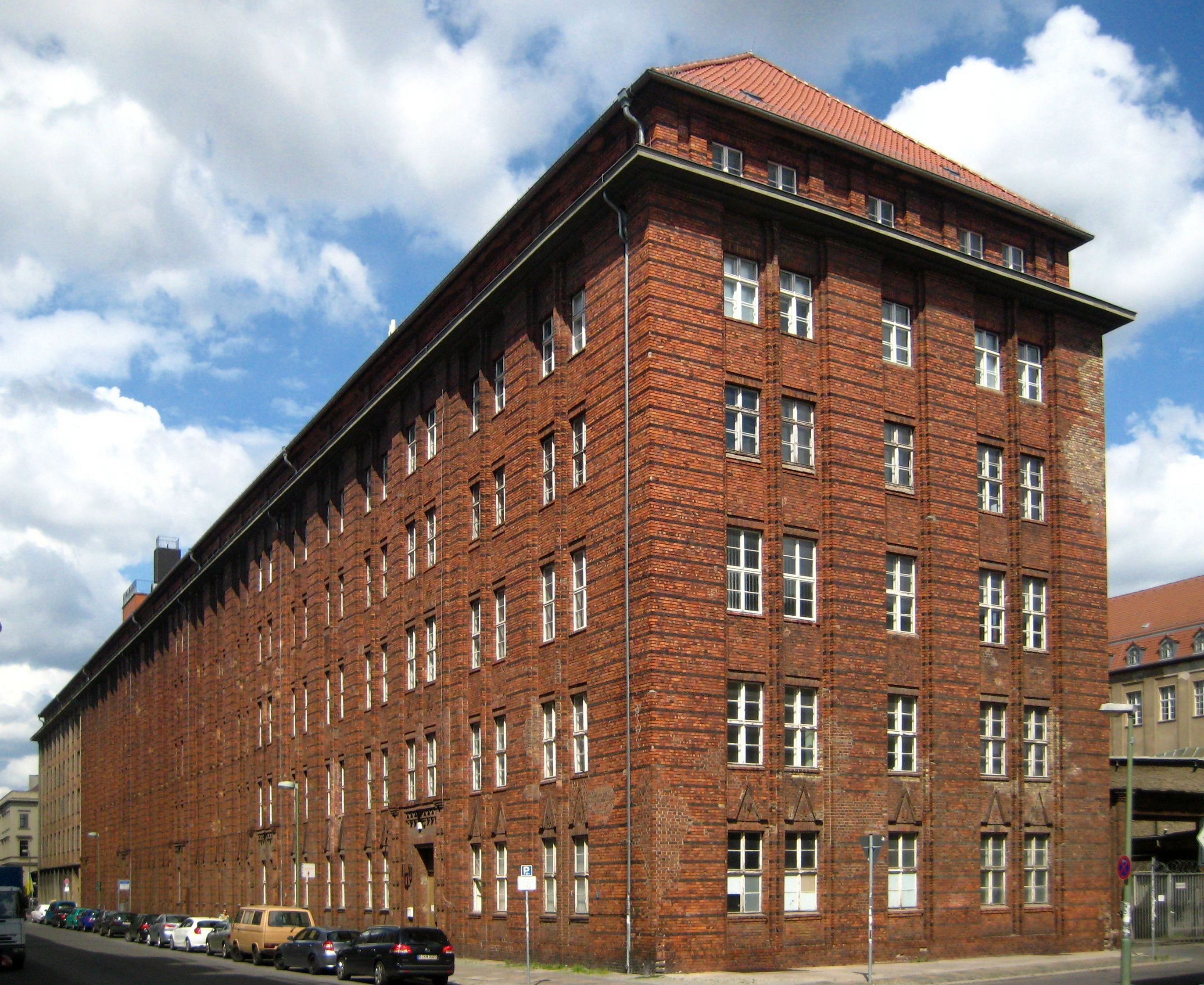
Fernsprechamt Nord an der Tucholskystraße, rechts Blick ins „Freiberger-Forum“

Nachdem er einen Unternehmensanteil an die Südzucker verkauft hatte, erwarb Freiberger 1989 die Humboldtmühle in Tegel, in der sich heute eine seiner Medical Park-Kliniken befindet. 1994 kam der Spree-Bogen hinzu, wo Freiberger ein Bürogebäude errichtete, das zwischen 1999 und 2015 u. a. auch Sitz des Bundesinnenministeriums war. Heute befinden sich auf dem Areal der ehemaligen Bolle-Meierei u. a. Ärzte, Verwaltungen von Unternehmen und Behörden, das Hotel Abion Spreebogen Waterside sowie die Bolle Festsäle. Außerdem betreibt und entwickelt sein Unternehmen das Forum an der Museumsinsel in Berlin-Mitte mit dem ehemaligen Haupttelegraphenamt an der Oranienburger Straße sowie der ehemaligen Charité-Frauenklinik zwischen Tucholskystraße und der Monbijoustraße. Dieses historische und denkmalgeschützte Gebäudeensemble befindet sich in Neugestaltung; es entstehen moderne Büroflächen, hochwertige Wohnungen, ein Hotel- sowie Laden-, Gastronomie- und Ausstellungsflächen.
Freiberger betreibt unter der Medical Park AG dreizehn Fachkliniken und ambulante Gesundheitszentren mit medizinisch-therapeutischen Leistungen zur Rehabilitation und Prävention. Die Kliniken befinden sich vorwiegend in Oberbayern, drei liegen am Chiemsee, eine am Rand des Nationalparks Berchtesgaden, drei in Bad Wiessee am Tegernsee, zwei in Bad Feilnbach, eine in Bad Rodach und je eine in Bad Camberg, Bad Sassendorf und Berlin.
1994 gründete Freiberger die nach ihm benannte Ernst Freiberger-Stiftung, welche sich sozial und gesellschaftspolitisch engagiert.

## Preise und Auszeichnungen
- Ehrensenator der Friedrich-Alexander-Universität Erlangen-Nürnberg[10]
- 1983 „Goldener Zuckerhut“ der Lebensmittel Zeitung
- „Albrecht-Daniel-Thaer-Medaille“ der Humboldt-Universität Berlin
- 2008 Bundesverdienstkreuz am Bande[11]
- 2017: Bayerischer Verdienstorden[12]
- 2019: Ehrenbürgerschaft der Gemeinde Amerang[13]